# Piet Oberman
Pieter Gerk Oberman (Piet) (Dantumawoude, 31 juli 1908 - Dokkum, 14 november 1972) was een Nederlands houthandelaar. Tijdens de Tweede Wereldoorlog was hij een verzetsleider.

## Levensloop

### Jeugd, opleiding en werk
Oberman was de zoon van houthandelaar Douwe Pieters Oberman (1880-1949) en Elzerdina Frederica Tuininga (1882-1931) en kwam uit een gezin van drie kinderen. Hij werd direct buiten de Dokkumer stadsgrens geboren, zodat hij officieel in Dantumadeel ter wereld kwam. Hij volgde na de lagere school drie jaar de mulo, samen met onder meer de latere verzetsman en boezemvriend Harmen Kingma en kwam daarna bij zijn vader in de zaak. In augustus 1928 vertrok hij in zijn eentje naar Canada. Hij leefde er drie jaar als jager en landbouwer in Neilburg. Na het overlijden van zijn moeder in 1931 keerde hij terug naar Nederland. Van begin 1933 tot eind 1935 dreef hij een eigen houthandel in Middenmeer. In 1936 kwam hij terug naar Dokkum en nam de zaak van zijn vader over. Tijdens de oorlog hield hij zich de eerste jaren bezig met het produceren en verkopen van hout voor houtgasgeneratoren. Na de oorlog wist hij zijn houthandel uit te bouwen tot de grootste van Friesland, met 70 werknemers. Hij trouwde met de Dokkumse Jannie Visser en kreeg met haar vier zonen.

### 1940-1945
Oberman speelde in de Tweede Wereldoorlog een belangrijke rol in het Friese verzet tegen de Duitse bezetter. In mei 1944 sloot hij zich aan bij de KP (knokploeg) Friesland. Zijn schuilnaam in het verzet luidde Piet Kramer. Half juli 1944 volgde hij het tweetal Krijn van den Helm en Pieter Wijbenga op als leider van het gewapende verzet van Friesland.
Een van zijn meest bijzondere acties was het ophalen van wapens uit Drenthe in september 1944. Geallieerde vliegtuigen dropten deze wapens op 20 september op het Aalderveld bij Beilen. Met de politieboot van Sneek gingen zes man onder leiding van Piet Oberman op pad. In vijf dagen voeren ze heen en weer en kwamen met een boot stampvol wapens terug in Friesland. Met deze actie wist hij zijn leiderschap te bevestigen.
In de rol van KP-leider gaf hij onder meer leiding aan de befaamde overval op het Leeuwarder Huis van Bewaring, op 8 december 1944. Aan de kraak lag een doorwrocht plan ten grondslag, dat door Oberman en zijn naaste medewerkers Egbert Bultsma en Willem Stegenga tot in de finesses was uitgewerkt. De hele actie kon zo nagenoeg perfect uitgevoerd worden.

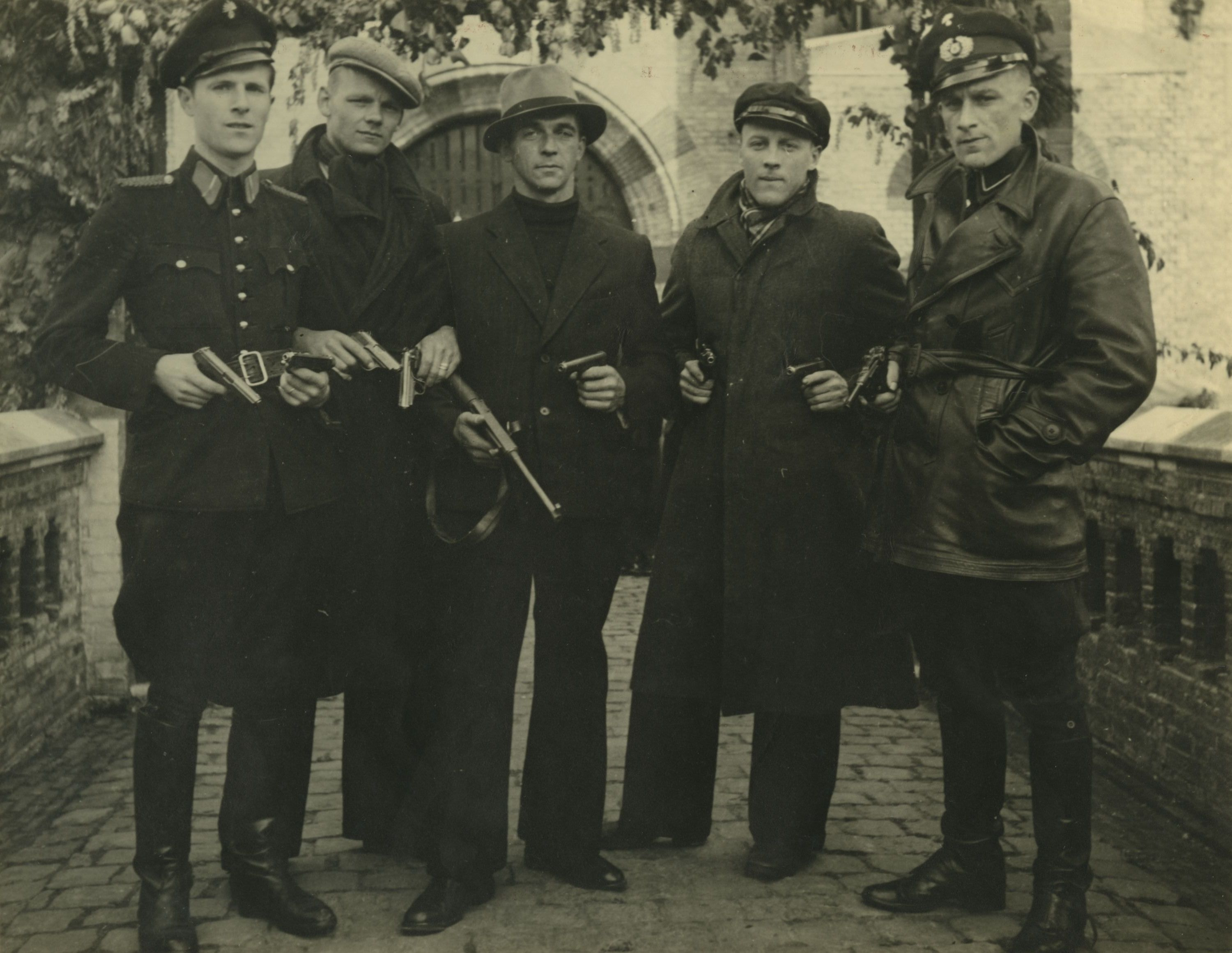
Piet Oberman (midden staand met hoed), met de vier anderen die als eersten de gevangenis ingingen (reconstructie uit 1945)

Op de namiddag van 8 december werden 51 mensen bevrijd door de Friese KP'ers, zonder dat er een schot gelost werd. De actie wordt gezien als een van de grootste verzetsdaden uit de Tweede Wereldoorlog.
Half april 1945 wist hij contact te maken met de Canadese troepen die op dat moment het zuiden van Friesland binnentrokken. Met een goed uitgewerkt plan wist Oberman de commandant van deze troepen te bewegen om dwars door Friesland, waar het nog wemelde van de Duitsers, naar zijn woonplaats Dokkum te trekken, zodat de Duitse linies doorgesneden zouden worden. In de avond van de 14e april trok hij na een lange tocht samen met de Canadezen Dokkum binnen.

### Betrokkenheid bij film De Overval
Oberman publiceerde in 1946 een gedenkboekje over de overval op het Leeuwarder Huis van Bewaring, alleen voor leden van de KP. Loe de Jong las het en zag er een verzetsfilm in. In 1962 werd De Jongs scenario verfilmd onder de titel De Overval. Aan het maken van de film gingen talloze gesprekken vooraf met Oberman en verschillende van zijn mede-overvallers uit de oorlog. De mannen wilden dat in de film de werkelijkheid zoveel mogelijk benaderd zou worden. Oberman had ook een belangrijke stem in het kapittel bij het maken van het scenario. Hij was regelmatig aanwezig op de filmset om te controleren of alles naar wens ging van hem en de andere voormalige verzetsmensen die de kraak hadden uitgevoerd. De film veroorzaakte na het uitkomen een flinke verandering in zijn leven. Na het uitkomen ervan haalde hij regelmatig via interviews de nationale dagbladen en werd hij als een van de meest vooraanstaande verzetsmensen gezien. Zo hoorde hij bijvoorbeeld tot de genodigden bij de doop van prins Willem-Alexander in 1967.